# Ailo Gaup (motocrossowiec)
Ailo (Mikkelsen) Gaup (ur. 22 stycznia 1980 w Tromsø) – norweski zawodnik Freestyle Motocross, autorem tricku Underflip oraz pierwszym Europejczykiem, który wykonał Backflip w konkursie IFMXF.
Karierę motocrossową zaczął w roku 1994, by w 2000 zająć się FMX. 17 listopada 2007 zdobył złoty medal IFMXF. Obecnie mieszka w Kongsbergu (Norwegia)